# Eutrichosiphum dubium
Eutrichosiphum dubium är en insektsart som först beskrevs av Van der Goot 1917.  Eutrichosiphum dubium ingår i släktet Eutrichosiphum och familjen långrörsbladlöss.

## Underarter
Arten delas in i följande underarter:
- E. d. dubium
- E. d. yulongshanense